# سیبلی (داکوتای شمالی)
سیبلی(به انگلیسی: Sibley) شهری در ایالت داکوتای شمالی کشور ایالات متحده آمریکا است که جمعیت آن در سرشماری سال ۲۰۱۰ میلادی، ۳۰ نفر بوده‌است.